# Macrognathus
Macrognathus — рід злитнозяброподібних риб родини Хоботорилі (Mastacembelidae).

## Поширення
Представники роду населяють прісні і солонуваті води Південної і Південно-Східної Азії.

## Опис
Представники роду мають вугреподібне тіло завдовжки 20-25 см. Найбільший вид  M. aral сягає 63,5 см. Загалом вони схожі на представників роду Mastacembelus, але у них більші ніздрьові трубки. Також у них непарні плавці розділені, тоді як у мастацембелусів вони зазвичай зливаються один з одним.

## Види
Рід містить 24 види:
- Macrognathus Lacépède, 1800
  - Macrognathus aculeatus

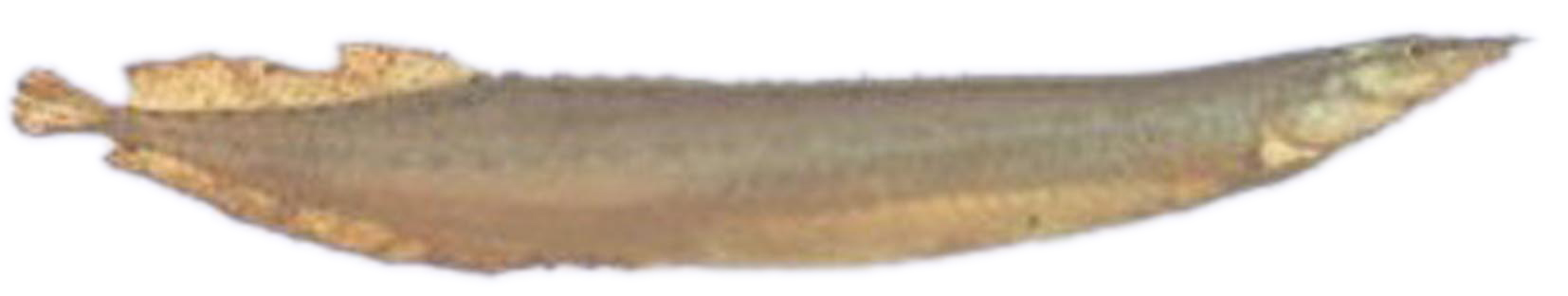
Macrognathus aral

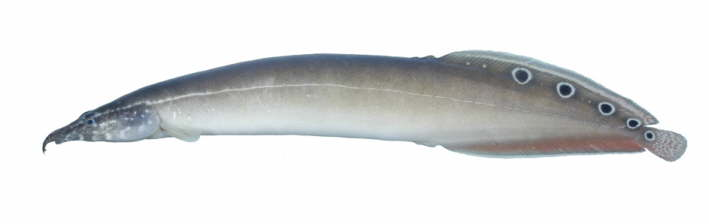
(Macrognathus siamensis)

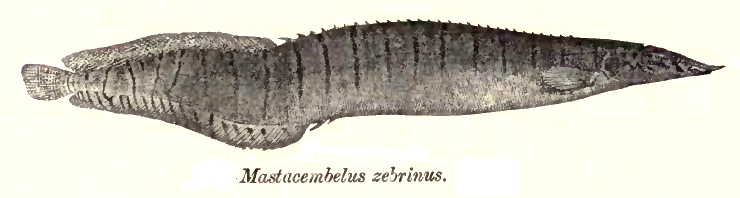
(Macrognathus zebrinus)

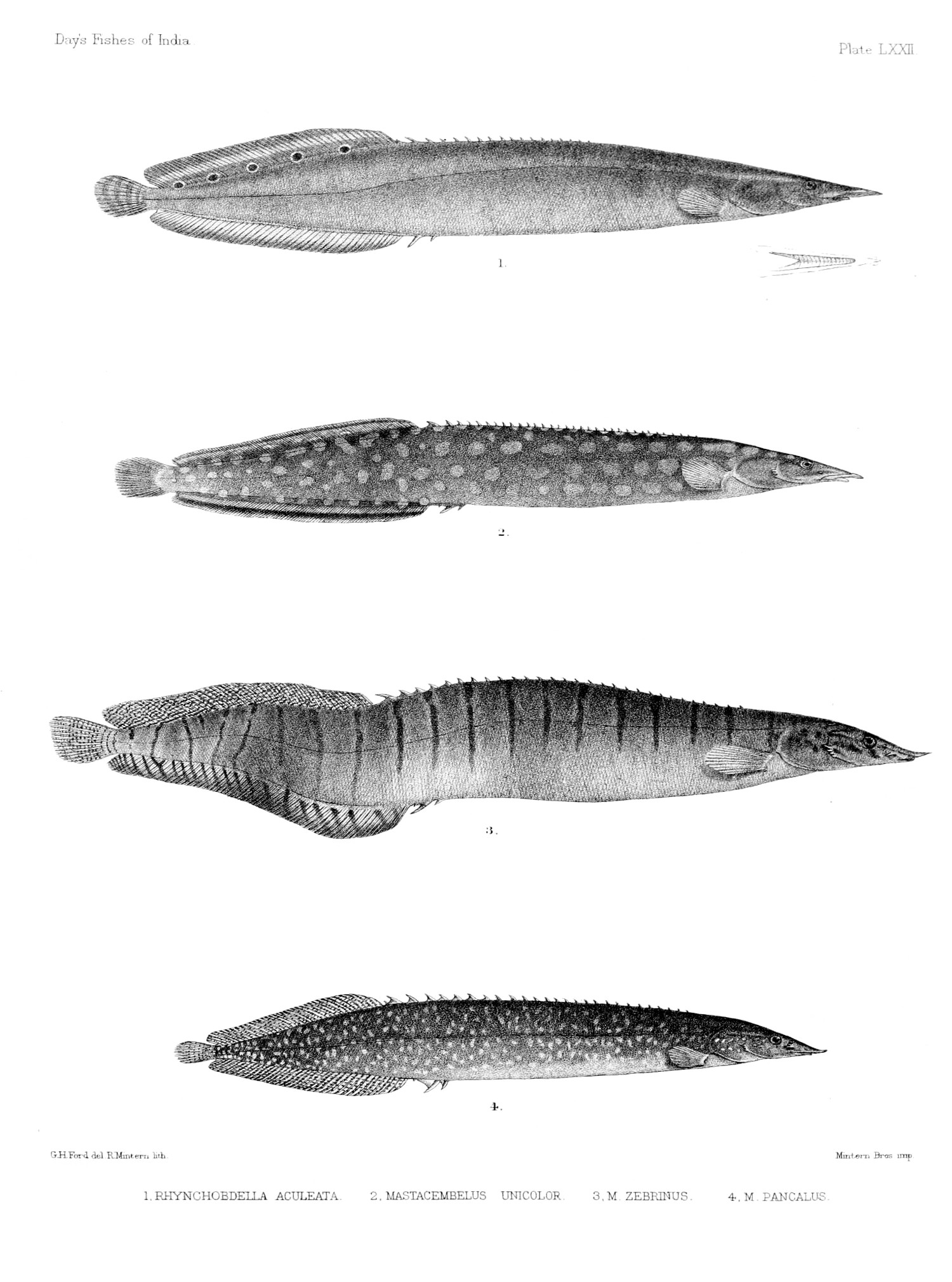
Macrognathus aculeatus,
Mastacembelus unicolor,
Mastacembelus zebrinus,
Mastacembelus pancalus.

  - Macrognathus albus Plamoottil & Abraham, 2014
  - Macrognathus aral
  - Macrognathus aureus Britz, 2010
  - Macrognathus caudiocellatus
  - Macrognathus circumcinctus
  - Macrognathus dorsiocellatus
  - Macrognathus fasciatus Plamoottil & Abraham, 2014
  - Macrognathus guentheri
  - Macrognathus keithi
  - Macrognathus lineatomaculatus Britz, 2010
  - Macrognathus maculatus
  - Macrognathus malabaricus
  - Macrognathus meklongensis
  - Macrognathus morehensis
  - Macrognathus obscurus Britz, 2010
  - Macrognathus pancalus Hamilton, 1822
  - Macrognathus pavo Britz, 2010
  - Macrognathus pentophthalmos (Gronow, in Gray, 1854)
  - Macrognathus semiocellatus
  - Macrognathus siamensis
  - Macrognathus taeniagaster
  - Macrognathus tapirus
  - Macrognathus zebrinus